# Bíbortermő kaktusz
A bíbortermő kaktusz (Opuntia cochenillifera) a szegfűvirágúak (Caryophyllales) rendjébe, ezen belül a kaktuszfélék (Cactaceae) családjába tartozó faj.

## Előfordulása
A bíbortermő kaktusz előfordulási területe Mexikó. Ennek az országnak az egyik endemikus növényfaja. Ez a kaktusz csak a Kaliforniai-félszigeten és a szomszédos Sonora államban nem található meg. A természetes élőhelyén körülbelül 520 méteres tengerszint feletti magasságban él. A lombhullató bokrosokat kedveli.
Közép-Amerika más országaiba, a Karib-térség egyes szigetére és Floridába betelepítette az ember. Dél-Amerika számos területén, valamint az afrikai Beninben, Dél-Szudánban, Guineában, Szenegálban, Szudánban és Tanzániában is ültetik. Ázsiában csak Bangladesben honosították meg.

## Megjelenése
Ez a kaktuszféle egy elfásult bokornövésű, akár 4 méter magas növényfaj. A növény szára, több 20 centiméter hosszú, henger alakú törzsből tevődik össze. A vastag ágai lapítottak, 15-40 centiméter hosszúak és 5-12 centiméter szélesek; zöld színűek. Habár kaktuszfaj, nincs sok tüskéje, inkább az idősebb ágain nőnek ilyen képződmények. A levelei igen aprók, csak 3 milliméteresek és rövid életűek, hiszen amikor a életkörülmények romlanak a levelek lehullanak. A vörös virágai 5-6 centiméter hosszúak és 1,5 centiméter átmérőjűek. A termése is vörös színű; 5 centiméter hosszú.

## Egyéb
Ennek a növényfajnak a legfőbb kártevője a bíbortetű (Dactylopius coccus).

## Képek

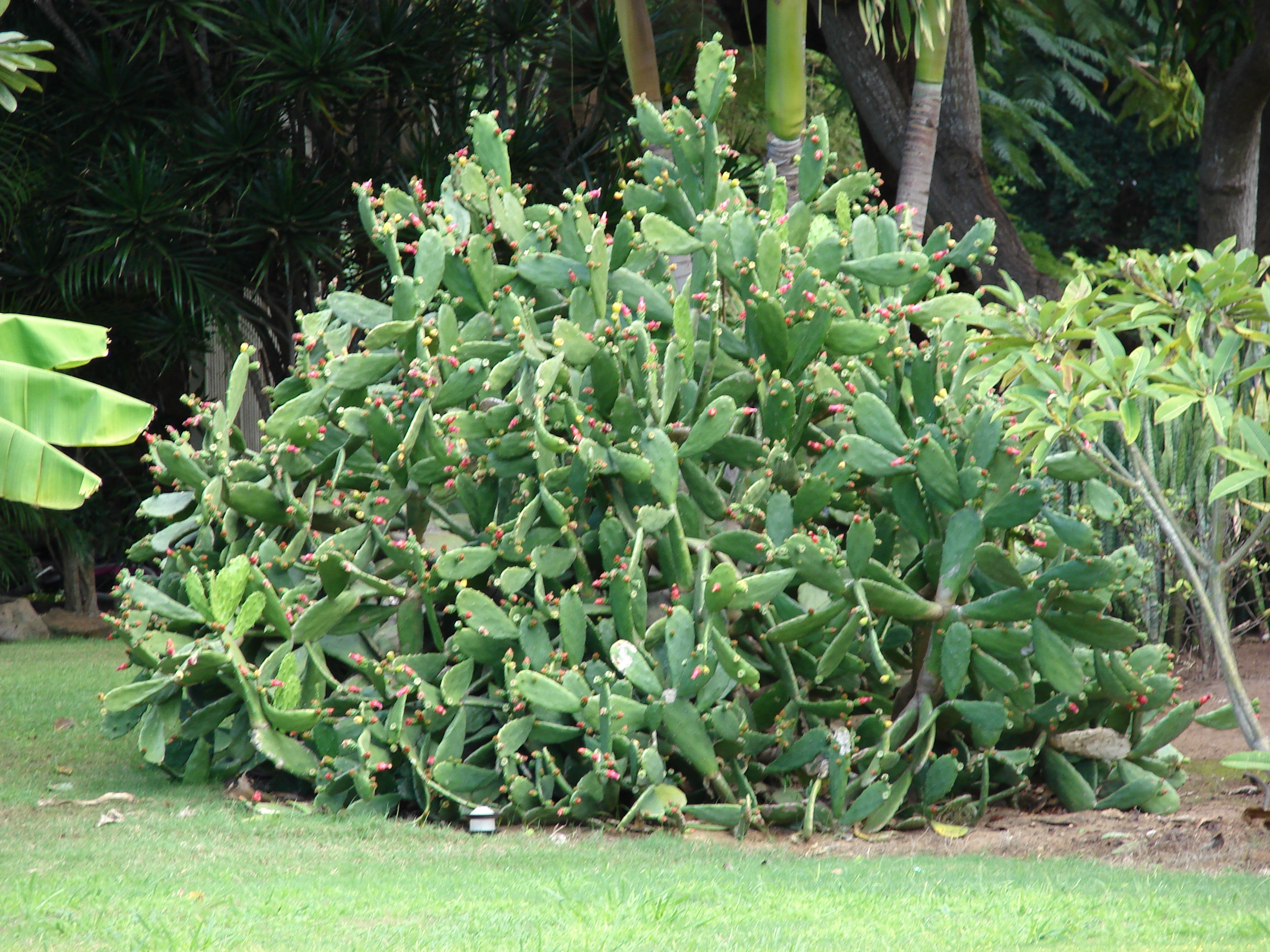
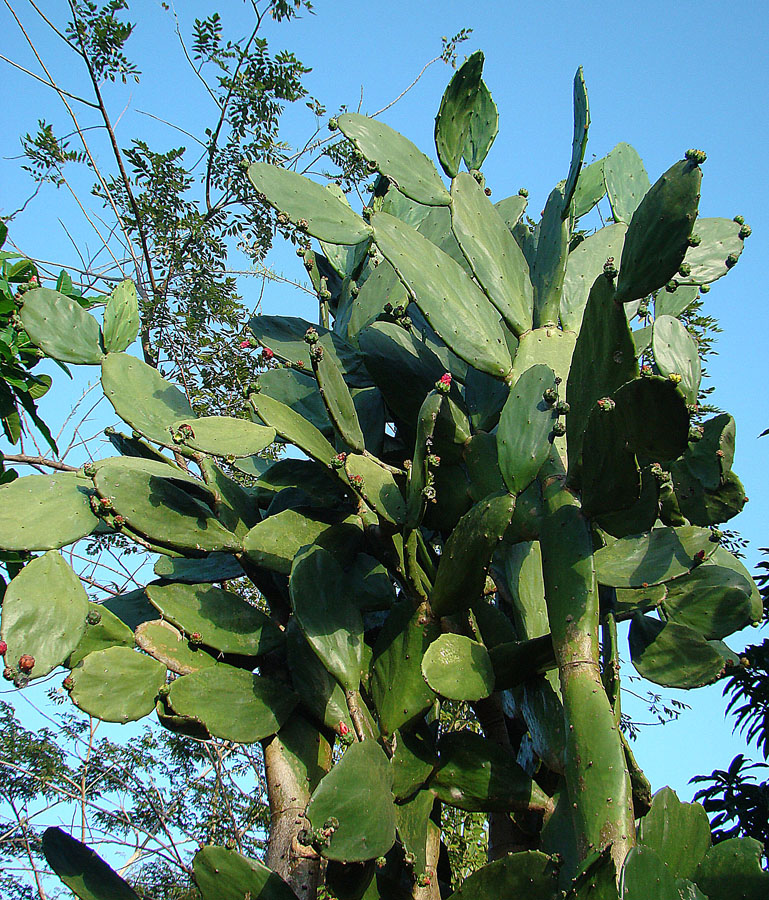
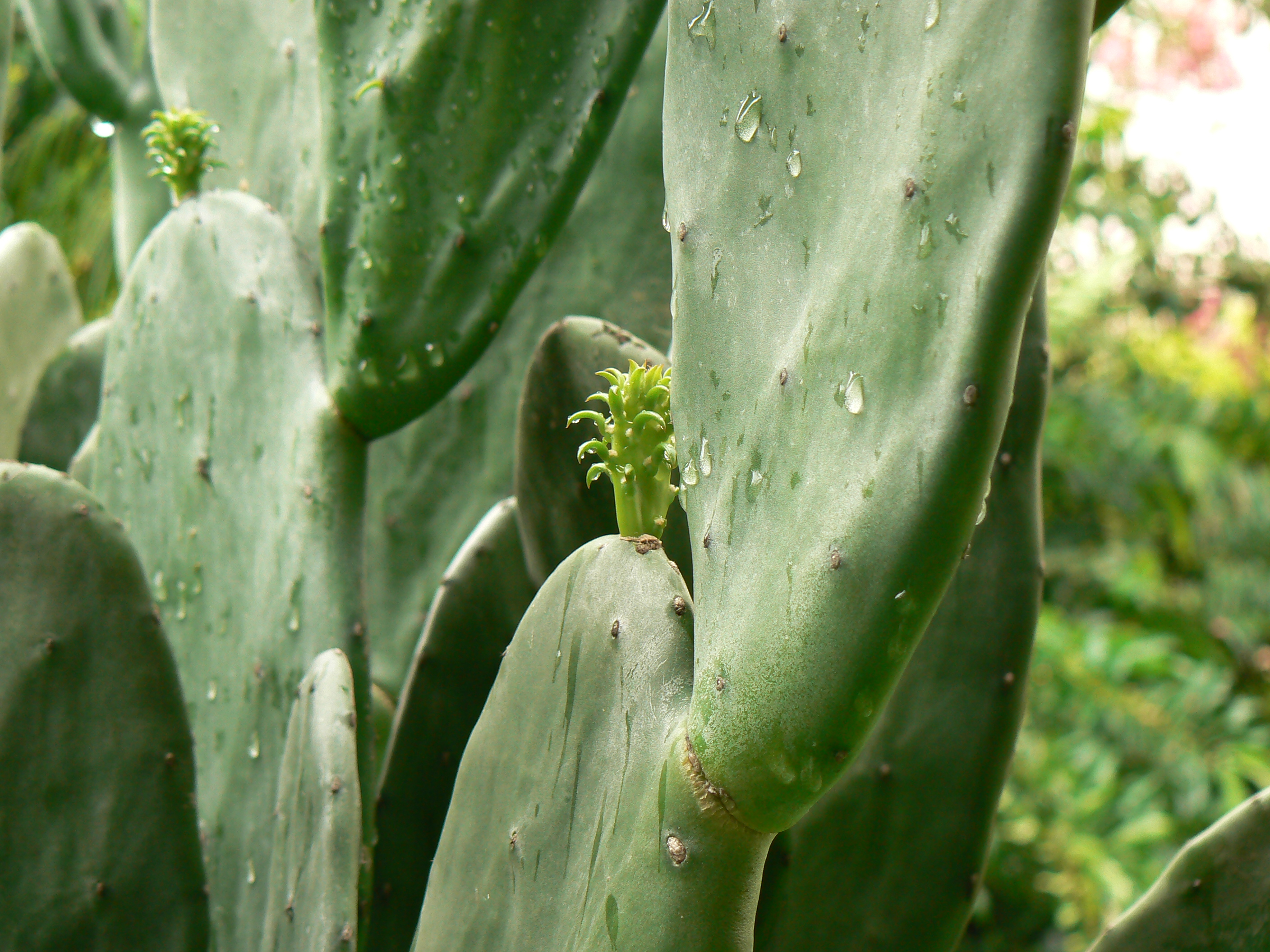
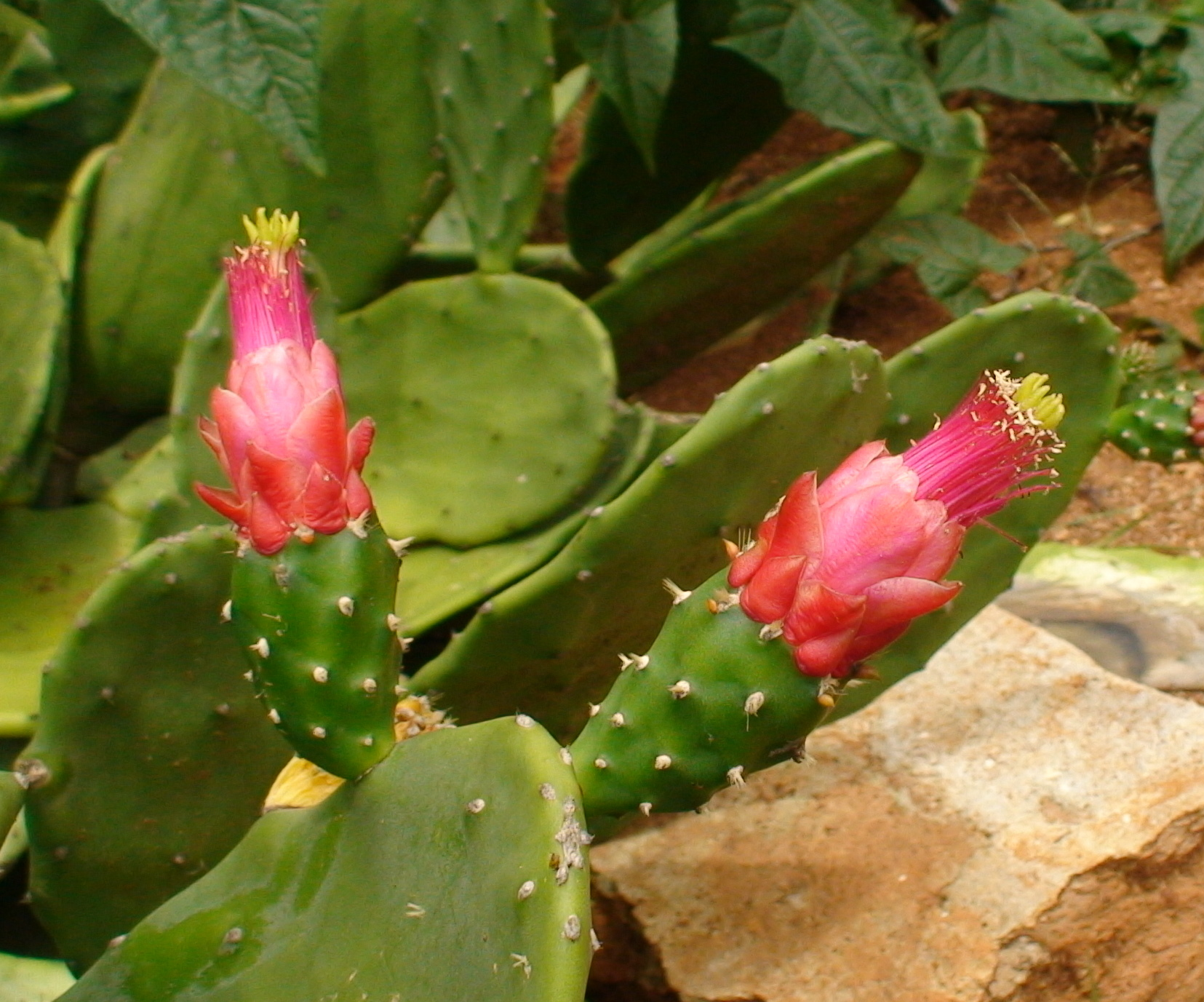
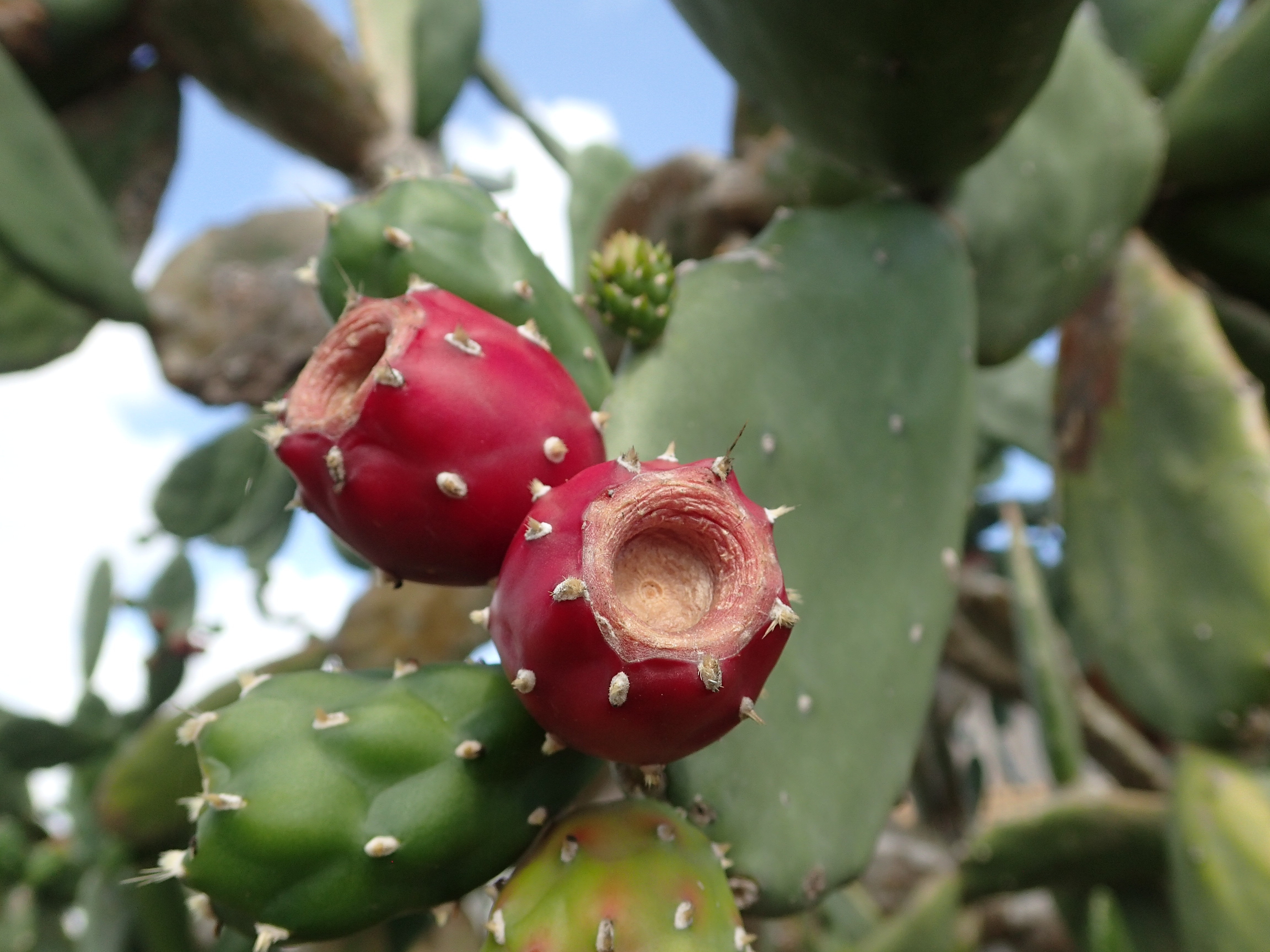